# Terremoto de la costa de Tarapacá de 2009
El terremoto de Iquique de 2009 o el terremoto de la costa de Tarapacá 2009 fue un movimiento telúrico ocurrido el viernes 13 de noviembre de 2009 a las 00:05:57 (hora local) y 03:05:57 (UTC). Tuvo una magnitud de 6.5 en la Escala sismológica de magnitud de momento, y alcanzó una intensidad de VII Mercalli. Fue percibido desde Moquegua, Perú hasta Tocopilla. 
No hubo víctimas ni daños materiales de consideración, provocando solo cortes en la energía eléctrica en el sector sur de la comuna de Iquique una por una falla en la subestación Dragon y colapsos en la línea telefónica. Por otro lado el sismo tampoco reunió las condiciones necesarias para generar un tsunami en las costas chilenas.